# Anders Bäckström (ishockeyspelare)
Anders Bäckström, född 9 december 1960, är en svensk före detta ishockeyspelare som spelade sammanlagt tio säsonger för elitserielaget Brynäs IF under 1980-talet. Han valdes som den 203:e spelaren totalt i NHL Entry Draft 1980 av New York Rangers. 
Han var back till positionen och gjorde sina bästa säsonger rent poängmässigt 1985/86 och 1986/87. Han är pappa till ishockeyspelaren Nicklas Bäckström som till vardags spelar för Washington Capitals i NHL.
Anders var team manager för Brynäs 1999-2002